# Анри IV
Анри IV (на френски: Henri IV; * 13 декември 1553; † 14 май 1610) е херцог на Вандом (1562 – 1589), крал на Навара (1572 – 1610), дофин на Виен (1589 – 1601) и крал на Франция от 1589 до 1610 г. Той е първият крал от династията на Бурбоните. Познат е още като Великият, Галантният Зелен, или Добрият Крал Анри.

## Произход и брак
Анри е роден в град По – Югозападна Франция. Син е на херцога на Вандом Антоан Наварски и наварската принцеса Жана Д`Албре. По бащина линия произхожда от младшия клон на рода Бурбон–Вандом.
На 18 август 1572 г. се жени за френската принцеса, дъщерята на Катерина де Медичи – Маргьорит дьо Валоа. Маргьорит е негова братовчедка, сестра на краля на Франция Шарл IX. Бракът е част от плана на Катерина де Медичи да помири католиците с хугенотите. Заради това тя предлага на Анри, който е протестант, да се ожени за дъщеря ѝ Марго, която е католичка.

## Крал на Навара (1572 – 1610)

### Вертоломеева нощ
Същата 1572 г. той става крал на Навара под името Анри III, след смъртта на майка си Жана, под чието влияние става хугенот. Жана също е протестантка и обявява Калвинизма за държавна религия на Навара. Сватбата на Анри е част от мирния договор между католиците и хугенотите, целящ да сложи край на религиозната война във Франция (започнала през 1560 г.).
В нощта на Свети Вартоломей (24 август 1572) католиците, водени от херцог дьо Гиз, който с помощта на кралица Катерина де Медичи изкопчва разрешение от крал Шарл IX за клането, избиват 5000 хугеноти в Париж и 20 000 във Франция. Анри е принуден, заедно с братовчед си принц Анри дьо Конде, да приеме Римокатолицизма. Той е държан като затворник в Лувъра до 1576 г., когато успява да избяга от Париж. Връщайки се в родната Навара, Анри отново приема протестантството.

### Наследник на френския престол
След смъртта на херцог Франсоа д'Анжу – брат и наследник на крал Анри III (наследил през 1574 г. крал Шарл IX), Анри дьо Бурбон става официален наследник на френската корона. Тъй като Анри дьо Бурбон е пряк потомък на крал Луи IX Свети и негов най-близък роднина по мъжка линия, крал Анри III няма друг избор освен да го припознае като наследник на короната (Салическия закон обезнаследява сестрите на краля и другите му близки роднини по женска линия). През 1588 г. херцог Анри дьо Гиз превзема Париж и прогонва краля в Блоа. Там херцогът става жертва на заговор на Анри III и е убит. Кралят на Франция се съюзява с братовчед си Анри дьо Бурбон и обсажда Париж, но в навечерието на решителния щурм е убит (1589 г.).

## Крал на Франция (1589 – 1610)

### Начало на управлението – борба с Католическата лига
Основна статия: Война на католическата лига
Анри дьо Бурбон става крал на Франция под името Анри IV. Католическата лига, ползваща се с подкрепата на Испания, отказва да му се подчини и започва последната религиозна война във Франция. Кралят разгромява Лигата при Арк и Иври (1589 и 1590 г.), походът на Алесандро Фарнезе, херцог на Парма, го кара да снеме обсадата на Париж.
Окуражаван от голямата любов на своя живот – Габриел д'Естре, кралят приема отново католицизма, този път завинаги (25 юли 1593), произнасяйки прословутата фраза „Paris vaut bien une messe“ (Париж заслужава една меса (католическа литургия)). Неговото влизане в лоното на римокатолицизма му носи верността на мнозинството от поданиците му и на 27 февруари 1594 г. Анри IV е коронясан в катедралата в Шартър.
На 13 април 1598 г. в град Нант, той издава прочутия Нантски едикт, с който гарантира правата на хугенотите (едиктът е отменен през 1685 г. от внука му крал Луи XIV). Малко по-късно подписва с Испания мира от Вервен, с който слага край на продължилите повече от три столетия религиозни войни.

### Вътрешна политика
Анри е човек с визия и смелост. Вместо да води скъпоструваща война, за да подчини благородниците, той се съюзява с тях. Като крал възприема политика на подобряване живота на поданиците си (мечтата му е била всеки негов поданик да яде поне веднъж седмично печена кокошка), което го прави най-популярния владетел, който Франция е имала някога. По време на царуването си Анри IV подпомага развитието на земеделието, източени са блата, за да се създадат нови земеделски площи, извършват се редица обществени дела. Изграждат се нови пътища, мостове и канали. Изграден е 1200-метров канал в кралския ловен замък във Фонтенбло (който може да бъде видян и днес) и са засадени десетки борове, брястове и плодни дръвчета.
Кралят обновява Париж като голям град, започва строежа на Понт Ньоф, който свързва двата бряга на река Сена. Създава голямата галерия в Лувъра (най-дългата сграда от този вид в Европа). Крал Анри IV поощрява изкуството сред всички класи. Той поканва стотици художници и занаятчии, които да живеят и работят в Лувъра. Тази традиция продължава 200 години, докато Наполеон не я закрива. В цялостната си дейност кралят е подпомаган от верни съветници, сред които се отличава неговият финансов министър и командир на Артилерията – херцог Дьо Сюли.
Визията на Анри IV да разшири териториите на Франция го кара да финансира американските експедиции на Самюел дьо Шамплен, който създава френски колонии в Канада (кралят не доживява първите завоевания, когато Шамплен се връща с вестта за постиженията в Северна Америка, Анри IV би се зарадвал, но той вече не е между живите).
Анри IV казва: „Аз управлявам със задник на седлото и пушка в ръка“. Въпреки това, той е мъж, който е готов да спре по време на битка, за да пише любовно писмо. Лекомислен, мъдър, нежен, смел, трудолюбив, честен, той въплъщава идеала за добрия крал. Анри IV е добър човек, състрадателен, с чувство за хумор и е обожаван от хората си. И докато останалата част на Франция отдавна е забравила монархията, в родния град на Анри IV – По, се празнува неговото царуване.

### Габриел д'Естре
Бракът на Анри с Маргьорит дьо Валоа не е щастлив. През 1590 г. Анри се запознава с Габриел д'Естре, която става официална негова метреса през 1592 г. Габриел му ражда три деца. Анри решава да поиска от папата анулиране на брака му с Маргьорит, за да се ожени за Габриел. Съветниците му (най-вече Максимилиен дьо Бетюн, херцог Дьо Сюли) се противопоставят на тази идея. Въпреки това кралят е готов да я реализира, но малко преди планираната венчавка, Габриел д'Естре умира (10 април 1599), след като ражда преждевременно мъртъв син.
На 30 октомври 1599 г. папа Климент VIII официално разтрогва бездетния брак на Маргьорит и Анри IV.

### Външна политика
Краят на управлението на Анри се характеризира с изостряне на отношенията с Хабсбургите и нова война с Испания. Анри се намесва в конфликта между императора на Свещената Римска империя Рудолф II (католик) с протестантските немски князе. Бягството през 1609 г. на принц Конде към двора на инфантата Изабел отново изостря отношенията между Париж и Брюксел. Перспективите за нова европейска война не се харесват нито на римския папа, нито на мирните жители.

### Брак с Мария де Медичи и убийство
На 17 декември 1600 г. Анри се жени за Мария де Медичи, дъщеря на великия херцог на Тоскана Фердинандо I де Медичи. Въпреки красотата си тя го отчуждава от себе си с властния си характер и сцените на ревност, които, макар и заслужено, му устройва постоянно. Влиянието на придворната ѝ дама Леонора Дори Галигай и нейния съпруг Кончино Кончини над кралицата е особено ненавистно за Анри ІV.
Мария де Медичи е коронясана в Сен Дени 13 май 1610 г. На следващия ден, 14 май, Анри е убит от католическия фанатик Франсоа Раваяк. По време на движение на каретата на краля убиецът му нанася първия удар с нож. Леко раненият крал се обръща в каретата към седящия до него Монбазон и извиква: „Аз съм ранен“, а след това получава втори удар в гърдите, който засяга белите дробове и разсича аортата, а след това трети.
По желание на кралицата неговото тяло е пренесено в базиликата Сен Дени на 1 юли 1610 година. Неговата вдовица Мария де Медичи управлява като регентка от името на сина му – крал Луи XIII (9-годишен по време на убийството на баща му) до 1617 г.

## Деца
Мария де Медичи и Анри имат шест деца:
- Луи XIII Справедливи (1601 – 1643), крал на Франция
- Елизабета дьо Бурбон (1602 – 1644), кралица на Испания; омъжена: (25 ноември 1615, Бордо) Филип IV, крал на Испания
- Кристина Мария Бурбон-Френска (1606 – 1663), херцогиня Савойска; омъжена от 1619 за Виктор Амадей I Савойски, херцог Савойски
- Никол дьо Бурбон (1607 – 1611), херцог Орлеански.
- Гастон Орлеански (1608 – 1660), херцог Орлеански;
- Хенриета-Мария Бурбон-Френска (1609 – 1669), кралица на Англия; омъжена: на (13 юни 1625) Чарлз I Стюарт.

- Портрети на децата на Анри
- Луи XIII
- Елизабет Бурбонска
- Кристин Мари Бурбон-Френска
- Гастон Орлеански
- Хенриета-Мария Бурбон-Френска